# 일본 프로 야구 월간 MVP
일본 프로 야구에서 월간 MVP는 일본 야구 기구가 선수에게 주어지는 상의 하나이며 정규 시즌 중인 4월부터 9월에 걸쳐 매월 마다 가장 우수한 선수를 선정한다. 다이주 생명보험(大樹生命保険; 닛폰 생명보험의 자회사)이 주관 스폰서로 있으며 정식 명칭은 ‘다이주 생명 월간 MVP상’(大樹生命月間MVP賞)이다.

## 개요
선정은 개인 성적 및 기록원이 조사하고 평가한 공헌도를 기반으로 이루어진다. 메이저 리그의 ‘이달의 선수’(The Player of the Month award)에 규칙을 가져오면서 1975년 센트럴 리그에서 제도가 시작돼 1979년부터는 퍼시픽 리그도 이를 따르고 있다. 당초 리그 내의 전체 선수 중에서 원칙적으로 매월 1명씩을 선정하고 있었지만 1989년부터 투수, 타자를 각각 1명 씩을 원칙으로 시상을 하는 현재의 제도가 됐다.
주관 스폰서는 닛폰 생명보험이 오랫동안 맡으면서 ‘닛폰 생명 월간 MVP상’(日本生命月間MVP賞)이라는 정식 명칭(2014년경까지 닛폰 생명 월간 최우수 선수라는 명칭을 번갈아 사용)을 사용했는데 2019년도부터 닛폰 생명의 자회사인 다이주 생명보험이 넘겨받으면서 ‘다이주 생명 월간 MVP상’(大樹生命月間MVP賞)이 정식 명칭이 됐다.
수상 선수에게는 리그로부터 감사패가, 닛폰 생명보험에서는 상금 30만 엔 및 트로피가 수여된다.
3월에 이뤄지는 경기는 4월분의 시상 대상에 포함되며 ‘3, 4월달’을 월간 MVP로서 시상한다. 한편 10월에 이뤄지는 경기는 원래 시상 대상은 전혀 아니었지만 2017년부터는 10월에 경기가 있는 경우엔 9월분의 시상 대상으로 포함됨에 따라 ‘9, 10월달’의 월간 MVP로서 시상하게 됐다. 또한 2011년에 동일본 대지진의 영향으로 시즌 개막이 3월 25일에서 4월 12일로 연기됐고 4월 11일까지 예정됐던 경기는 모두 9월 20일 이후로 편성되면서 예년보다 10월의 경기가 늘어났기 때문에 개별적으로 수상 대상이 됐다. 코로나19의 영향으로 시즌 개막이 대폭 늦어지면서 경기 수가 축소된 2020년에는 6월분과 7월분, 10월분과 11월분이 정리되면서 1년에 4회만으로 시상하게 됐다. 도쿄 올림픽 관계로 시즌이 중단된 2021년에는 경기수의 편중을 고려해 7월분과 8월분이 정리됐고 9월달과 10월달은 개별적 수상 대상이 됐다.
또한 이스턴 리그와 웨스턴 리그를 대상으로 ‘스카파! 팜 월간 MVP상’(スカパー！ファーム月間MVP賞)이라는 시상 제도도 마련돼 있다. 협찬한 기업은 2005 ~ 2008년에 닛칸 스포츠가 협찬하여 명칭은 ‘닛칸 스포츠 월간 MVP’(팜 월간 MVP), 2009 ~ 2016년에 미즈노가 협찬하여 명칭은 ‘미즈노 월간 MVP’(팜 월간 MVP), 2016년에는 명칭만 변경돼 ‘미즈노 월간 MVP상’(팜 월간 MVP), 2017년부터 현재 스카파가 협찬하고 있다.

## 역대 수상자

### 1975-1978년
- 센트럴 리그에서만 시상

| 연도   | 월  | 센트럴 리그       | 센트럴 리그 |
| 연도   | 월  | 성명              | 소속        |
| ------ | --- | ----------------- | ----------- |
| 1975년 | 4월 | 다부치 고이치     | 한신        |
| 1975년 | 5월 | 소토코바 요시로   | 히로시마    |
| 1975년 | 6월 | 기누가사 사치오   | 히로시마    |
| 1975년 | 7월 | J. 시핀           | 다이요      |
| 1975년 | 8월 | 야마모토 고지     | 히로시마    |
| 1975년 | 9월 | 호시노 센이치     | 주니치      |
| 1976년 | 4월 | 가토 하지메       | 요미우리    |
| 1976년 | 5월 | 오 사다하루       | 요미우리    |
| 1976년 | 6월 | 하리모토 이사오   | 요미우리    |
| 1976년 | 7월 | 이케가야 고지로   | 히로시마    |
| 1976년 | 8월 | 아이다 데루오     | 야쿠르트    |
| 1976년 | 9월 | 후루사와 겐지     | 한신        |
| 1977년 | 4월 | 다시로 도미오     | 다이요      |
| 1977년 | 5월 | 야나기다 마사히로 | 요미우리    |
| 1977년 | 6월 | 로저 R.           | 야쿠르트    |
| 1977년 | 7월 | W. 데이비스       | 주니치      |
| 1977년 | 8월 | 호시노 센이치     | 주니치      |
| 1977년 | 9월 | 와카마쓰 쓰토무   | 야쿠르트    |
| 1978년 | 4월 | A. 가렛           | 히로시마    |
| 1978년 | 5월 | 스즈키 야스지로   | 야쿠르트    |
| 1978년 | 6월 | 이하라 신이치로   | 야쿠르트    |
| 1978년 | 7월 | 니우라 히사오     | 요미우리    |
| 1978년 | 8월 | 야마모토 고지     | 히로시마    |
| 1978년 | 9월 | 마쓰오카 히로무   | 야쿠르트    |

### 1979-1988년
- 양대 리그 동시 시상

| 연도   | 월  | 센트럴 리그         | 센트럴 리그 | 퍼시픽 리그       | 퍼시픽 리그 |
| 연도   | 월  | 성명                | 소속        | 성명              | 소속        |
| ------ | --- | ------------------- | ----------- | ----------------- | ----------- |
| 1979년 | 4월 | 가케후 마사유키     | 한신        | 다카하시 나오키   | 닛폰햄      |
| 1979년 | 5월 | 고마쓰 다쓰오       | 주니치      | C. 매뉴엘         | 긴테쓰      |
| 1979년 | 6월 | 고바야시 시게루     | 한신        | 가토 히데지       | 한큐        |
| 1979년 | 7월 | 다카하시 요시히코   | 히로시마    | 야마다 히사시     | 한큐        |
| 1979년 | 8월 | 에나쓰 유타카       | 히로시마    | 마쓰누마 히로히사 | 세이부      |
| 1979년 | 9월 | 기누가사 사치오     | 히로시마    | 레온 L.           | 롯데        |
| 1980년 | 4월 | 야자와 겐이치       | 주니치      | 기다 이사무       | 닛폰햄      |
| 1980년 | 5월 | 다시로 도미오       | 다이요      | L. 리             | 롯데        |
| 1980년 | 6월 | 야마모토 고지       | 히로시마    | 레온 L.           | 롯데        |
| 1980년 | 7월 | 야마네 가즈오       | 히로시마    | 구리하시 시게루   | 긴테쓰      |
| 1980년 | 8월 | 오야 아키히코       | 야쿠르트    | 히가시오 오사무   | 세이부      |
| 1980년 | 9월 | 마쓰오카 히로무     | 야쿠르트    | T. 크루즈         | 닛폰햄      |
| 1981년 | 4월 | 다오 야스시         | 주니치      | 무라타 조지       | 롯데        |
| 1981년 | 5월 | A. 가드너           | 히로시마    | 시마다 마코토     | 닛폰햄      |
| 1981년 | 6월 | 야마시타 다이스케   | 다이요      | 이시게 히로미치   | 세이부      |
| 1981년 | 7월 | 에가와 스구루       | 요미우리    | 가도타 히로미쓰   | 난카이      |
| 1981년 | 8월 | 에가와 스구루       | 요미우리    | 야마다 히사시     | 한큐        |
| 1981년 | 9월 | 고마쓰 다쓰오       | 주니치      | 마시바 시게쿠니   | 닛폰햄      |
| 1982년 | 4월 | 야자와 겐이치       | 주니치      | 히가시오 오사무   | 세이부      |
| 1982년 | 5월 | 기타벳푸 마나부     | 히로시마    | 오타 다쿠지       | 세이부      |
| 1982년 | 6월 | 기누가사 사치오     | 히로시마    | 구도 미키오       | 닛폰햄      |
| 1982년 | 7월 | 마쓰모토 다다시     | 요미우리    | 구도 미키오       | 닛폰햄      |
| 1982년 | 8월 | 야마모토 가즈유키   | 한신        | 이모토 다카시     | 긴테쓰      |
| 1982년 | 9월 | 와카마쓰 쓰토무     | 야쿠르트    | 미즈타니 노리히로 | 롯데        |
| 1983년 | 4월 | 야마모토 고지       | 히로시마    | 가가와 노부유키   | 난카이      |
| 1983년 | 5월 | 하라 다쓰노리       | 요미우리    | 다부치 고이치     | 세이부      |
| 1983년 | 6월 | 가와구치 가즈히사   | 히로시마    | 이마이 유타로     | 한큐        |
| 1983년 | 7월 | 기누가사 사치오     | 히로시마    | 미즈카미 요시오   | 롯데        |
| 1983년 | 8월 | 우노 마사루         | 주니치      | 가와하라 쇼지     | 닛폰햄      |
| 1983년 | 9월 | 엔도 가즈히코       | 다이요      | 스티브 O.         | 세이부      |
| 1984년 | 4월 | 오노 유타카         | 히로시마    | 이마이 유타로     | 한큐        |
| 1984년 | 5월 | 야자와 겐이치       | 주니치      | 야마다 히사시     | 한큐        |
| 1984년 | 6월 | 오시마 야스노리     | 주니치      | 스즈키 게이시     | 긴테쓰      |
| 1984년 | 7월 | 가토리 요시타카     | 요미우리    | 야마모토 가즈노리 | 난카이      |
| 1984년 | 8월 | 우노 마사루         | 주니치      | 부머 W.           | 한큐        |
| 1984년 | 9월 | 오바나 다카오       | 야쿠르트    | T. 크루즈         | 닛폰햄      |
| 1985년 | 4월 | R. 바스             | 한신        | 궈타이위안        | 세이부      |
| 1985년 | 5월 | 스기우라 도루       | 야쿠르트    | 아키야마 고지     | 세이부      |
| 1985년 | 6월 | 엔도 가즈히코       | 다이요      | 사토 요시노리     | 한큐        |
| 1985년 | 7월 | 하라 다쓰노리       | 요미우리    | 후루야 히데오     | 닛폰햄      |
| 1985년 | 8월 | 오카다 아키노부     | 한신        | 이시모토 요시아키 | 긴테쓰      |
| 1985년 | 9월 | 마유미 아키노부     | 한신        | 오치아이 히로미쓰 | 롯데        |
| 1986년 | 4월 | 야마모토 고지       | 히로시마    | 무라타 다쓰미     | 긴테쓰      |
| 1986년 | 5월 | 게리 R.             | 주니치      | 오치아이 히로미쓰 | 롯데        |
| 1986년 | 6월 | R. 바스             | 한신        | 이시게 히로미치   | 세이부      |
| 1986년 | 7월 | 레온 L.             | 야쿠르트    | 이시모토 요시아키 | 긴테쓰      |
| 1986년 | 8월 | W. 크로마티         | 요미우리    | 이시게 히로미치   | 세이부      |
| 1986년 | 8월 | 마키하라 히로미     | 요미우리    | 이시게 히로미치   | 세이부      |
| 1986년 | 9월 | 기타벳푸 마나부     | 히로시마    | 기요하라 가즈히로 | 세이부      |
| 1987년 | 4월 | 우노 마사루         | 주니치      | 아와노 히데유키   | 긴테쓰      |
| 1987년 | 5월 | 스기모토 다다시     | 주니치      | T. 브루어         | 닛폰햄      |
| 1987년 | 6월 | 고바야카와 다케히코 | 히로시마    | 이시미네 가즈히코 | 한큐        |
| 1987년 | 7월 | 구와타 마스미       | 요미우리    | 후지모토 슈지     | 난카이      |
| 1987년 | 8월 | 곤도 신이치         | 주니치      | 니시자키 유키히로 | 닛폰햄      |
| 1987년 | 9월 | 요시무라 사다아키   | 요미우리    | 야마오키 유키히코 | 한큐        |
| 1988년 | 4월 | B. 걸릭슨           | 요미우리    | 요시이 마사토     | 긴테쓰      |
| 1988년 | 5월 | 마키하라 히로미     | 요미우리    | 가도타 히로미쓰   | 난카이      |
| 1988년 | 6월 | 가쿠 겐지           | 주니치      | 궈타이위안        | 세이부      |
| 1988년 | 7월 | J. 파치오렉         | 다이요      | 후쿠라 준이치     | 한큐        |
| 1988년 | 8월 | 오치아이 히로미쓰   | 주니치      | R. 브라이언트     | 긴테쓰      |
| 1988년 | 9월 | 가와구치 가즈히사   | 히로시마    | B. 오길비         | 긴테쓰      |

### 1989-1999년
- 투수와 타자 부문으로 따로 시상

| 연도   | 월    | 센트럴 리그       | 센트럴 리그 | 센트럴 리그       | 센트럴 리그 | 퍼시픽 리그       | 퍼시픽 리그 | 퍼시픽 리그         | 퍼시픽 리그 |
| 연도   | 월    | 투수              | 소속        | 타자              | 소속        | 투수              | 소속        | 타자                | 소속        |
| ------ | ----- | ----------------- | ----------- | ----------------- | ----------- | ----------------- | ----------- | ------------------- | ----------- |
| 1989년 | 4월   | 가와구치 가즈히사 | 히로시마    | 하라 다쓰노리     | 요미우리    | 니시자키 유키히로 | 닛폰햄      | 부머 W.             | 오릭스      |
| 1989년 | 5월   | 마키하라 히로미   | 요미우리    | L. 패리쉬         | 야쿠르트    | 아와노 히데유키   | 긴테쓰      | 가도타 히로미쓰     | 오릭스      |
| 1989년 | 6월   | 사이토 마사키     | 요미우리    | 오카다 아키노부   | 한신        | 우시지마 가즈히코 | 롯데        | M. 디아즈           | 롯데        |
| 1989년 | 7월   | 니시모토 다카시   | 주니치      | C. 필더           | 한신        | 오노 가즈요시     | 긴테쓰      | R. 브라이언트       | 긴테쓰      |
| 1989년 | 8월   | 오노 유타카       | 히로시마    | 오치아이 히로미쓰 | 주니치      | 아와노 히데유키   | 긴테쓰      | T. 베르나자드       | 다이에      |
| 1989년 | 9월   | 니시모토 다카시   | 주니치      | L. 패리쉬         | 야쿠르트    | 호시노 노부유키   | 오릭스      | O. 데스트라데       | 세이부      |
| 1990년 | 4월   | 기다 마사오       | 요미우리    | 고마다 노리히로   | 요미우리    | 시바타 야스미쓰   | 닛폰햄      | M. 디아즈           | 롯데        |
| 1990년 | 5월   | 사이토 마사키     | 요미우리    | 히로사와 가쓰미   | 야쿠르트    | 사토 요시노리     | 오릭스      | 후지이 야스오       | 오릭스      |
| 1990년 | 6월   | 요다 쓰요시       | 주니치      | 오치아이 히로미쓰 | 주니치      | 노모 히데오       | 긴테쓰      | 스즈키 다카히사     | 긴테쓰      |
| 1990년 | 7월   | 사이토 마사키     | 요미우리    | 우노 마사루       | 주니치      | 요시이 마사토     | 긴테쓰      | 이시이 히로오       | 긴테쓰      |
| 1990년 | 8월   | 고다 이사오       | 요미우리    | J. 파치오렉       | 다이요      | 사카이 미쓰지로   | 닛폰햄      | 기요하라 가즈히로   | 세이부      |
| 1990년 | 9월   | 사사오카 신지     | 히로시마    | 요시무라 사다아키 | 요미우리    | 고미야마 사토루   | 롯데        | 아키야마 고지       | 세이부      |
| 1991년 | 4월   | 구와타 마스미     | 요미우리    | 시미즈 요시유키   | 다이요      | 구도 기미야스     | 세이부      | 사사키 마코토       | 다이에      |
| 1991년 | 5월   | 사사오카 신지     | 히로시마    | 후루타 아쓰야     | 야쿠르트    | 다케다 가즈히로   | 닛폰햄      | 아키야마 고지       | 세이부      |
| 1991년 | 6월   | 가쿠 겐지         | 주니치      | 히로사와 가쓰미   | 야쿠르트    | 무라타 가쓰요시   | 다이에      | 나카지마 사토시     | 오릭스      |
| 1991년 | 7월   | 사사키 가즈히로   | 다이요      | 나카무라 다케시   | 주니치      | 다카야나기 이즈미 | 긴테쓰      | 이시미네 가즈히코   | 오릭스      |
| 1991년 | 8월   | 이마나카 신지     | 주니치      | 오치아이 히로미쓰 | 주니치      | 궈타이위안        | 세이부      | J. 트래버           | 긴테쓰      |
| 1991년 | 9월   | 사사오카 신지     | 히로시마    | J. 파치오렉       | 다이요      | 궈타이위안        | 세이부      | 이시이 히로오       | 긴테쓰      |
| 1992년 | 4월   | 기타벳푸 마나부   | 히로시마    | 쇼다 고조         | 히로시마    | 가와모토 야스유키 | 지바 롯데   | 아오야기 스스무     | 지바 롯데   |
| 1992년 | 5월   | 나카다 고지       | 한신        | 히로사와 가쓰미   | 야쿠르트    | 가네이시 아키히토 | 닛폰햄      | R. 브라이언트       | 긴테쓰      |
| 1992년 | 6월   | 유후네 도시로     | 한신        | 오쿠보 히로모토   | 요미우리    | 시라이 야스카쓰   | 닛폰햄      | 다카하시 사토시     | 오릭스      |
| 1992년 | 7월   | 노다 고지         | 한신        | A. 파웰           | 주니치      | 사토 요시노리     | 오릭스      | 가타오카 아쓰시     | 닛폰햄      |
| 1992년 | 8월   | 모리타 고키       | 다이요      | J. 하웰           | 야쿠르트    | 노모 히데오       | 긴테쓰      | K. 토브             | 오릭스      |
| 1992년 | 9월   | 유후네 도시로     | 한신        | 마에다 도모노리   | 히로시마    | 이시이 다케히로   | 세이부      | 기요하라 가즈히로   | 세이부      |
| 1993년 | 4월   | 야마모토 마사히로 | 주니치      | 노무라 겐지로     | 히로시마    | 고미야마 사토루   | 지바 롯데   | R. 슈               | 닛폰햄      |
| 1993년 | 5월   | 구와타 마스미     | 요미우리    | J. 하웰           | 야쿠르트    | 무라타 가쓰요시   | 다이에      | M. 홀               | 지바 롯데   |
| 1993년 | 6월   | 이토 도모히토     | 야쿠르트    | G. 브랙스         | 요코하마    | 니시자키 유키히로 | 닛폰햄      | 이시이 히로오       | 긴테쓰      |
| 1993년 | 7월   | 야마모토 마사히로 | 주니치      | M. 브라운         | 히로시마    | 가네이시 아키히토 | 닛폰햄      | 후지이 야스오       | 오릭스      |
| 1993년 | 8월   | 야마모토 마사히로 | 주니치      | 후루타 아쓰야     | 야쿠르트    | 노다 고지         | 오릭스      | 쓰지 하쓰히코       | 세이부      |
| 1993년 | 9월   | 이토 아키미쓰     | 야쿠르트    | 니무라 도루       | 주니치      | 이라부 히데키     | 지바 롯데   | T. 게인니           | 오릭스      |
| 1994년 | 4월   | 야마모토 마사히로 | 주니치      | 마쓰이 히데키     | 요미우리    | 요시다 도요히코   | 다이에      | 야마모토 가즈노리   | 다이에      |
| 1994년 | 5월   | 야부 게이이치     | 한신        | T. 오말리         | 한신        | 신타니 히로시     | 세이부      | 기요하라 가즈히로   | 세이부      |
| 1994년 | 6월   | 사이토 마사키     | 요미우리    | 다이호 야스아키   | 주니치      | 아카호리 모토유키 | 긴테쓰      | 이치로              | 오릭스      |
| 1994년 | 7월   | 후루미조 가쓰유키 | 한신        | L. 메디나         | 히로시마    | 사노 시게키       | 긴테쓰      | R. 브라이언트       | 긴테쓰      |
| 1994년 | 8월   | 기토 마코토       | 히로시마    | 에토 아키라       | 히로시마    | 하세가와 시게토시 | 오릭스      | 이치로              | 오릭스      |
| 1994년 | 9월   | 야마모토 마사히로 | 주니치      | 다이호 야스아키   | 주니치      | 이시이 다케히로   | 세이부      | 이시이 히로오       | 긴테쓰      |
| 1995년 | 4월   | T. 브로스         | 야쿠르트    | T. 오말리         | 야쿠르트    | 이시이 다케히로   | 세이부      | L. 스티븐스         | 긴테쓰      |
| 1995년 | 5월   | 야마우치 야스유키 | 히로시마    | 노무라 겐지로     | 히로시마    | 하세가와 시게토시 | 오릭스      | 다나카 유키오       | 닛폰햄      |
| 1995년 | 6월   | 야마베 후토시     | 야쿠르트    | 에토 아키라       | 히로시마    | 히라이 마사후미   | 오릭스      | 이치로              | 오릭스      |
| 1995년 | 7월   | 사이토 마사키     | 요미우리    | R. 로즈           | 요코하마    | 이라부 히데키     | 지바 롯데   | D·J                 | 오릭스      |
| 1995년 | 8월   | 이시이 가즈히사   | 야쿠르트    | T. 오말리         | 야쿠르트    | K. 그로스         | 닛폰햄      | D·J                 | 오릭스      |
| 1995년 | 9월   | T. 브로스         | 야쿠르트    | 오가타 고이치     | 히로시마    | 이라부 히데키     | 지바 롯데   | 무라마쓰 아리히토   | 다이에      |
| 1996년 | 3·4월 | 사이토 다카시     | 요코하마    | 사에키 다카히로   | 요코하마    | 니시자키 유키히로 | 닛폰햄      | 미나미부치 도키타카 | 지바 롯데   |
| 1996년 | 5월   | 기토 마코토       | 히로시마    | 다이호 야스아키   | 주니치      | 니시구치 후미야   | 세이부      | B. 브리또           | 닛폰햄      |
| 1996년 | 6월   | 사사오카 신지     | 히로시마    | 야마사키 다케시   | 주니치      | 호세 N.           | 다이에      | 무라마쓰 아리히토   | 다이에      |
| 1996년 | 7월   | B. 갈베스         | 요미우리    | 마쓰이 히데키     | 요미우리    | 다케다 가즈히로   | 다이에      | 다나카 유키오       | 닛폰햄      |
| 1996년 | 8월   | 고노 히로후미     | 요미우리    | 마쓰이 히데키     | 요미우리    | 이라부 히데키     | 지바 롯데   | 이치로              | 오릭스      |
| 1996년 | 9월   | 가와지리 데쓰로   | 한신        | 가네모토 도모아키 | 히로시마    | W. 프레이저       | 오릭스      | 마쓰이 가즈오       | 세이부      |
| 1997년 | 4월   | 오노 유타카       | 히로시마    | 와다 유타카       | 한신        | 가와모토 야스유키 | 지바 롯데   | 고사카 마코토       | 지바 롯데   |
| 1997년 | 5월   | 선동열            | 주니치      | 후루타 아쓰야     | 야쿠르트    | K. 그로스         | 닛폰햄      | D. 마르티네스       | 세이부      |
| 1997년 | 6월   | 다바타 가즈야     | 야쿠르트    | D. 호지           | 야쿠르트    | 요시타케 신타로   | 다이에      | 이치로              | 오릭스      |
| 1997년 | 7월   | 야마모토 마사     | 주니치      | 스즈키 다카노리   | 요코하마    | 이토 다카히데     | 오릭스      | T. 로즈             | 긴테쓰      |
| 1997년 | 8월   | 사사키 가즈히로   | 요코하마    | D. 호지           | 야쿠르트    | 고미야마 사토루   | 지바 롯데   | 스즈키 겐           | 세이부      |
| 1997년 | 9월   | 이시이 가즈히사   | 야쿠르트    | 후루타 아쓰야     | 야쿠르트    | 고이케 히데오     | 긴테쓰      | P. 클락             | 긴테쓰      |
| 1998년 | 4월   | 고바야시 간에이   | 히로시마    | 마에다 도모노리   | 히로시마    | 고미야마 사토루   | 지바 롯데   | 오무라 나오유키     | 긴테쓰      |
| 1998년 | 5월   | 가와지리 데쓰로   | 한신        | 마쓰이 히데키     | 요미우리    | 다케다 가즈히로   | 다이에      | 다나카 유키오       | 닛폰햄      |
| 1998년 | 6월   | 사사키 가즈히로   | 요코하마    | 이케야마 다카히로 | 야쿠르트    | 오쓰카 아키노리   | 긴테쓰      | 이치로              | 오릭스      |
| 1998년 | 7월   | 가와카미 겐신     | 주니치      | 하루 도시오       | 요코하마    | 데니 도모리       | 세이부      | 이치로              | 오릭스      |
| 1998년 | 8월   | 구와타 마스미     | 요미우리    | 마에다 도모노리   | 히로시마    | 니시구치 후미야   | 세이부      | P. 클락             | 긴테쓰      |
| 1998년 | 9월   | 사사키 가즈히로   | 요코하마    | R. 로즈           | 요코하마    | 가네다 마사히코   | 오릭스      | 다구치 소           | 오릭스      |
| 1999년 | 4월   | 야마모토 마사     | 주니치      | 다카하시 요시노부 | 요미우리    | 가네무라 사토루   | 닛폰햄      | M. 프랭클린         | 닛폰햄      |
| 1999년 | 5월   | 사사오카 신지     | 히로시마    | 신조 쓰요시       | 한신        | 가와고에 히데타카 | 오릭스      | 이치로              | 오릭스      |
| 1999년 | 6월   | 가와무라 다케오   | 요코하마    | R. 로즈           | 요코하마    | R. 페드라자       | 다이에      | 조지마 겐지         | 다이에      |
| 1999년 | 7월   | 노구치 시게키     | 주니치      | R. 페타지니       | 야쿠르트    | 마쓰자카 다이스케 | 세이부      | 이치로              | 오릭스      |
| 1999년 | 8월   | 우에하라 고지     | 요미우리    | 에토 아키라       | 히로시마    | 도요다 기요시     | 세이부      | 나카무라 노리히로   | 긴테쓰      |
| 1999년 | 9월   | 노구치 시게키     | 주니치      | L. 고메스         | 주니치      | 시노하라 다카유키 | 다이에      | 마쓰이 가즈오       | 세이부      |

### 2000-2009년
| 연도   | 월    | 센트럴 리그       | 센트럴 리그 | 센트럴 리그         | 센트럴 리그 | 퍼시픽 리그       | 퍼시픽 리그 | 퍼시픽 리그         | 퍼시픽 리그 |
| 연도   | 월    | 투수              | 소속        | 타자                | 소속        | 투수              | 소속        | 타자                | 소속        |
| ------ | ----- | ----------------- | ----------- | ------------------- | ----------- | ----------------- | ----------- | ------------------- | ----------- |
| 2000년 | 3·4월 | 사사오카 신지     | 히로시마    | 마에다 도모노리     | 히로시마    | 가네무라 사토루   | 닛폰햄      | S. 오반도           | 닛폰햄      |
| 2000년 | 5월   | 다카쓰 신고       | 야쿠르트    | L. 고메스           | 주니치      | 시노하라 다카유키 | 다이에      | 나카무라 노리히로   | 긴테쓰      |
| 2000년 | 6월   | N. 민치           | 히로시마    | 에토 아키라         | 요미우리    | 오노 신고         | 지바 롯데   | 고쿠보 히로키       | 다이에      |
| 2000년 | 7월   | 기무라 류지       | 요미우리    | 긴조 다쓰히코       | 요코하마    | 에비스 노부유키   | 오릭스      | 이치로              | 오릭스      |
| 2000년 | 8월   | 미우라 다이스케   | 요코하마    | 다카하시 요시노부   | 요미우리    | 시모야나기 쓰요시 | 닛폰햄      | 오가사와라 미치히로 | 닛폰햄      |
| 2000년 | 9월   | 이시이 가즈히사   | 야쿠르트    | L. 로페즈           | 히로시마    | 구로키 도모히로   | 지바 롯데   | 나카무라 노리히로   | 긴테쓰      |
| 2001년 | 3·4월 | 노구치 시게키     | 주니치      | R. 페타지니         | 야쿠르트    | 마에카와 가쓰히코 | 긴테쓰      | A. 카브레라         | 세이부      |
| 2001년 | 5월   | 노구치 시게키     | 주니치      | R. 페타지니         | 야쿠르트    | 구로키 도모히로   | 지바 롯데   | 나카무라 노리히로   | 긴테쓰      |
| 2001년 | 6월   | 이리키 사토시     | 야쿠르트    | 기요하라 가즈히로   | 요미우리    | 고바야시 마사히데 | 지바 롯데   | T. 로즈             | 긴테쓰      |
| 2001년 | 7월   | 기즈카 아쓰시     | 요코하마    | 히야마 신지로       | 한신        | 호시노 준지       | 다이에      | F. 볼릭             | 지바 롯데   |
| 2001년 | 8월   | 다카쓰 신고       | 야쿠르트    | 다카하시 요시노부   | 요미우리    | 오쿠보 마사노부   | 오릭스      | 오가사와라 미치히로 | 닛폰햄      |
| 2001년 | 9월   | 구로다 히로키     | 히로시마    | 마쓰이 히데키       | 요미우리    | 오쓰카 아키노리   | 긴테쓰      | 마쓰나카 노부히코   | 다이에      |
| 2002년 | 3·4월 | 이가와 게이       | 한신        | 이마오카 마코토     | 한신        | 마쓰자카 다이스케 | 세이부      | 오가사와라 미치히로 | 닛폰햄      |
| 2002년 | 5월   | 다카하시 히사노리 | 요미우리    | 히야마 신지로       | 한신        | J. 파웰           | 긴테쓰      | 나카무라 노리히로   | 긴테쓰      |
| 2002년 | 6월   | K. 호지스         | 야쿠르트    | 다쓰나미 가즈요시   | 주니치      | J. 파웰           | 긴테쓰      | 마쓰이 가즈오       | 세이부      |
| 2002년 | 7월   | 우에하라 고지     | 요미우리    | 마쓰이 히데키       | 요미우리    | 고바야시 마사히데 | 지바 롯데   | S. 셸던             | 오릭스      |
| 2002년 | 8월   | 가와카미 겐신     | 주니치      | 마쓰이 히데키       | 요미우리    | 니시구치 후미야   | 세이부      | A. 카브레라         | 세이부      |
| 2002년 | 9월   | 요시미 유지       | 요코하마    | 후쿠도메 고스케     | 주니치      | N. 민치           | 지바 롯데   | 마쓰이 가즈오       | 세이부      |
| 2003년 | 3·4월 | 가와카미 겐신     | 주니치      | A. 라미레스         | 야쿠르트    | 이와쿠마 히사시   | 긴테쓰      | 조지마 겐지         | 다이에      |
| 2003년 | 5월   | 이라부 히데키     | 한신        | T. 우즈             | 요코하마    | 마쓰자카 다이스케 | 세이부      | 오가사와라 미치히로 | 닛폰햄      |
| 2003년 | 6월   | 이가와 게이       | 한신        | 다카하시 요시노부   | 요미우리    | 사이토 가즈미     | 다이에      | A. 카브레라         | 세이부      |
| 2003년 | 7월   | 이가와 게이       | 한신        | 이마오카 마코토     | 한신        | 아라카키 나기사   | 다이에      | R. 브라운           | 오릭스      |
| 2003년 | 8월   | 우에하라 고지     | 요미우리    | A. 시츠             | 히로시마    | 스기우치 도시야   | 다이에      | 마쓰나카 노부히코   | 다이에      |
| 2003년 | 9월   | 히라이 마사후미   | 주니치      | 무라타 슈이치       | 요코하마    | 시미즈 나오유키   | 지바 롯데   | 다니 요시토모       | 오릭스      |
| 2004년 | 3·4월 | 후쿠하라 시노부   | 한신        | 아베 신노스케       | 요미우리    | 이와쿠마 히사시   | 긴테쓰      | F. 세기뇰           | 닛폰햄      |
| 2004년 | 5월   | 가와카미 겐신     | 주니치      | 다쓰나미 가즈요시   | 주니치      | 이와쿠마 히사시   | 긴테쓰      | 마쓰나카 노부히코   | 다이에      |
| 2004년 | 6월   | J. 베벌린         | 야쿠르트    | 다쓰나미 가즈요시   | 주니치      | 쟝즈지아          | 세이부      | 조지마 겐지         | 다이에      |
| 2004년 | 7월   | 이가라시 료타     | 야쿠르트    | 고쿠보 히로키       | 요미우리    | 아라카키 나기사   | 다이에      | 오가사와라 미치히로 | 닛폰햄      |
| 2004년 | 8월   | 가와카미 겐신     | 주니치      | 이와무라 아키노리   | 야쿠르트    | 고바야시 히로유키 | 지바 롯데   | 이구치 다다히토     | 다이에      |
| 2004년 | 9월   | 우에하라 고지     | 요미우리    | A. 라미레스         | 야쿠르트    | C. 미라발         | 닛폰햄      | SHINJO              | 닛폰햄      |
| 2005년 | 3·4월 | 이와세 히토키     | 주니치      | 아카호시 노리히로   | 한신        | 스기우치 도시야   | 소프트뱅크  | 니시오카 쓰요시     | 지바 롯데   |
| 2005년 | 5월   | 구로다 히로키     | 히로시마    | 가네모토 도모아키   | 한신        | 스기우치 도시야   | 소프트뱅크  | 이시이 요시히토     | 세이부      |
| 2005년 | 6월   | 후지카와 규지     | 한신        | 아라이 다카히로     | 히로시마    | 구보 야스토모     | 지바 롯데   | J. 줄레타           | 소프트뱅크  |
| 2005년 | 7월   | 가와카미 겐신     | 주니치      | T. 우즈             | 주니치      | 니시구치 후미야   | 세이부      | 마쓰나카 노부히코   | 소프트뱅크  |
| 2005년 | 8월   | 미우라 다이스케   | 요코하마    | 아오키 노리치카     | 야쿠르트    | 사이토 가즈미     | 소프트뱅크  | K. 가르시아         | 오릭스      |
| 2005년 | 9월   | 시모야나기 쓰요시 | 한신        | 이마오카 마코토     | 한신        | 아라카키 나기사   | 소프트뱅크  | 마쓰나카 노부히코   | 소프트뱅크  |
| 2006년 | 3·4월 | J. 파웰           | 요미우리    | 하마나카 오사무     | 한신        | 아라카키 나기사   | 소프트뱅크  | 후쿠우라 가즈야     | 지바 롯데   |
| 2006년 | 5월   | 가와카미 겐신     | 주니치      | A. 릭스             | 야쿠르트    | 야기 도모야       | 닛폰햄      | A. 카브레라         | 세이부      |
| 2006년 | 6월   | 사토 미쓰루       | 주니치      | 이승엽              | 요미우리    | 와쿠이 히데아키   | 세이부      | 마쓰나카 노부히코   | 소프트뱅크  |
| 2006년 | 7월   | 구로다 히로키     | 히로시마    | 구리하라 겐타       | 히로시마    | 오노데라 지카라   | 세이부      | 이나바 아쓰노리     | 닛폰햄      |
| 2006년 | 8월   | 구로다 히로키     | 히로시마    | A. 릭스             | 야쿠르트    | 사이토 가즈미     | 소프트뱅크  | 와다 가즈히로       | 세이부      |
| 2006년 | 9월   | 안도 유야         | 한신        | T. 우즈             | 주니치      | MICHEAL           | 닛폰햄      | F. 세기뇰           | 닛폰햄      |
| 2007년 | 3·4월 | 다카하시 히사노리 | 요미우리    | 아오키 노리치카     | 야쿠르트    | 니시구치 후미야   | 세이부      | 고쿠보 히로키       | 소프트뱅크  |
| 2007년 | 5월   | 오가사와라 다카시 | 주니치      | T. 우즈             | 주니치      | 스기우치 도시야   | 소프트뱅크  | 야마사키 다케시     | 라쿠텐      |
| 2007년 | 6월   | S. 그레이싱어     | 야쿠르트    | 다카하시 요시노부   | 요미우리    | R. 글린           | 닛폰햄      | 사부로              | 지바 롯데   |
| 2007년 | 7월   | 미우라 다이스케   | 요코하마    | A. 라미레스         | 야쿠르트    | 나루세 요시히사   | 지바 롯데   | T. 로즈             | 오릭스      |
| 2007년 | 8월   | 아사쿠라 겐타     | 주니치      | A. 라미레스         | 야쿠르트    | 다르빗슈 유       | 닛폰햄      | J. 페르난데스       | 라쿠텐      |
| 2007년 | 9월   | 야마이 다이스케   | 주니치      | A. 라미레스         | 야쿠르트    | 나루세 요시히사   | 지바 롯데   | 이나바 아쓰노리     | 닛폰햄      |
| 2008년 | 3·4월 | 이시카와 마사노리 | 야쿠르트    | 아라이 다카히로     | 한신        | 다르빗슈 유       | 닛폰햄      | 야마사키 다케시     | 라쿠텐      |
| 2008년 | 5월   | C. 루이스         | 히로시마    | A. 라미레스         | 요미우리    | 스기우치 도시야   | 소프트뱅크  | G. G. 사토          | 세이부      |
| 2008년 | 6월   | 가와카미 겐신     | 주니치      | 가네모토 도모아키   | 한신        | 이와쿠마 히사시   | 라쿠텐      | C. 브라젤           | 세이부      |
| 2008년 | 7월   | S. 그레이싱어     | 요미우리    | 무라타 슈이치       | 요코하마    | 가네코 지히로     | 오릭스      | 오마쓰 쇼이쓰       | 지바 롯데   |
| 2008년 | 8월   | 야마모토 마사     | 주니치      | 우치카와 세이이치   | 요코하마    | 기시 다카유키     | 세이부      | A. 카브레라         | 오릭스      |
| 2008년 | 9월   | 후지카와 규지     | 한신        | 오가사와라 미치히로 | 요미우리    | 다르빗슈 유       | 닛폰햄      | F. 세기뇰           | 라쿠텐      |
| 2009년 | 4월   | 야마구치 슌       | 요코하마    | 가네모토 도모아키   | 한신        | 다나카 마사히로   | 라쿠텐      | 가네코 마코토       | 닛폰햄      |
| 2009년 | 5월   | D. 곤잘레스       | 요미우리    | 오가사와라 미치히로 | 요미우리    | 다르빗슈 유       | 닛폰햄      | 이나바 아쓰노리     | 닛폰햄      |
| 2009년 | 5월   | 오타케 간         | 히로시마    | 오가사와라 미치히로 | 요미우리    | 다르빗슈 유       | 닛폰햄      | 이나바 아쓰노리     | 닛폰햄      |
| 2009년 | 6월   | 가와이 유다이     | 주니치      | 와다 가즈히로       | 주니치      | 스기우치 도시야   | 소프트뱅크  | 이토이 요시오       | 닛폰햄      |
| 2009년 | 7월   | 아사오 다쿠야     | 주니치      | J. 댄토나           | 야쿠르트    | 와쿠이 히데아키   | 세이부      | A. 카브레라         | 오릭스      |
| 2009년 | 8월   | 천웨이인          | 주니치      | A. 라미레스         | 요미우리    | 다나카 마사히로   | 라쿠텐      | 뎃페이              | 라쿠텐      |
| 2009년 | 9월   | 우쓰미 데쓰야     | 요미우리    | 아베 신노스케       | 요미우리    | 호아시 가즈유키   | 세이부      | G. G. 사토          | 세이부      |

### 2010-2019년
| 연도   | 월     | 센트럴 리그       | 센트럴 리그 | 센트럴 리그         | 센트럴 리그 | 퍼시픽 리그       | 퍼시픽 리그 | 퍼시픽 리그       | 퍼시픽 리그 |
| 연도   | 월     | 투수              | 소속        | 타자                | 소속        | 투수              | 소속        | 타자              | 소속        |
| ------ | ------ | ----------------- | ----------- | ------------------- | ----------- | ----------------- | ----------- | ----------------- | ----------- |
| 2010년 | 3·4월  | 도노 슌           | 요미우리    | 오가사와라 미치히로 | 요미우리    | 스기우치 도시야   | 소프트뱅크  | 가와사키 무네노리 | 소프트뱅크  |
| 2010년 | 5월    | 마에다 겐타       | 히로시마    | A. 라미레스         | 요미우리    | 다나카 마사히로   | 라쿠텐      | 니시오카 쓰요시   | 지바 롯데   |
| 2010년 | 6월    | 구보 야스토모     | 한신        | 아베 신노스케       | 요미우리    | 기사누키 히로시   | 오릭스      | 다나카 겐스케     | 닛폰햄      |
| 2010년 | 7월    | 이시카와 마사노리 | 야쿠르트    | 히라노 게이이치     | 한신        | 가네코 지히로     | 오릭스      | T-오카다          | 오릭스      |
| 2010년 | 8월    | 다테야마 쇼헤이   | 야쿠르트    | 도리타니 다카시     | 한신        | 가네코 지히로     | 오릭스      | 고야노 에이이치   | 닛폰햄      |
| 2010년 | 9월    | 노미 아쓰시       | 한신        | 아오키 노리치카     | 야쿠르트    | B. 울프           | 닛폰햄      | 니시오카 쓰요시   | 지바 롯데   |
| 2011년 | 4월    | B. 벌링턴         | 히로시마    | 미야모토 신야       | 야쿠르트    | 이와쿠마 히사시   | 라쿠텐      | 우치카와 세이이치 | 소프트뱅크  |
| 2011년 | 5월    | 우쓰미 데쓰야     | 요미우리    | W. 발렌틴           | 야쿠르트    | 다르빗슈 유       | 닛폰햄      | 이구치 다다히토   | 지바 롯데   |
| 2011년 | 6월    | J. 스탠드리지     | 한신        | 히라타 료스케       | 주니치      | 다나카 마사히로   | 라쿠텐      | 사카구치 도모타카 | 오릭스      |
| 2011년 | 7월    | J. 스탠드리지     | 한신        | 모리노 마사히코     | 주니치      | 다나카 마사히로   | 라쿠텐      | 이나바 아쓰노리   | 닛폰햄      |
| 2011년 | 8월    | 구보 유야         | 요미우리    | 구리하라 겐타       | 히로시마    | 오바 쇼타         | 소프트뱅크  | 마쓰이 가즈오     | 라쿠텐      |
| 2011년 | 9월    | 요시미 가즈키     | 주니치      | 구리하라 겐타       | 히로시마    | 가네코 지히로     | 오릭스      | 고토 미쓰타카     | 오릭스      |
| 2011년 | 10월   | 노미 아쓰시       | 한신        | T. 블랑코           | 주니치      | 다나카 마사히로   | 라쿠텐      | 아사무라 히데토   | 세이부      |
| 2012년 | 3·4월  | 다테야마 쇼헤이   | 야쿠르트    | W. 발렌틴           | 야쿠르트    | 다케다 마사루     | 닛폰햄      | 이나바 아쓰노리   | 닛폰햄      |
| 2012년 | 5월    | 스기우치 도시야   | 요미우리    | T. 블랑코           | 주니치      | 아오야마 고지     | 라쿠텐      | 이대호            | 오릭스      |
| 2012년 | 6월    | 마에다 겐타       | 히로시마    | 아베 신노스케       | 요미우리    | 다나카 마사히로   | 라쿠텐      | 나카지마 히로유키 | 세이부      |
| 2012년 | 7월    | 야마구치 데쓰야   | 요미우리    | A. 라미레스         | DeNA        | 오토나리 겐지     | 소프트뱅크  | 이대호            | 오릭스      |
| 2012년 | 8월    | 요시미 가즈키     | 주니치      | 아베 신노스케       | 요미우리    | 요시카와 미쓰오   | 닛폰햄      | J. 화이트셀       | 지바 롯데   |
| 2012년 | 9월    | 다테야마 쇼헤이   | 야쿠르트    | 아베 신노스케       | 요미우리    | 다케다 히사시     | 닛폰햄      | 이토이 요시오     | 닛폰햄      |
| 2013년 | 3·4월  | 스기우치 도시야   | 요미우리    | T. 블랑코           | DeNA        | 마키타 가즈히사   | 세이부      | 구리야마 다쿠미   | 세이부      |
| 2013년 | 5월    | 노미 아쓰시       | 한신        | H. 루나             | 주니치      | 다나카 마사히로   | 라쿠텐      | 이구치 다다히토   | 지바 롯데   |
| 2013년 | 6월    | 노미 아쓰시       | 한신        | W. 발렌틴           | 야쿠르트    | 다나카 마사히로   | 라쿠텐      | 하세가와 유야     | 소프트뱅크  |
| 2013년 | 7월    | R. 메신저         | 한신        | 무라타 슈이치       | 요미우리    | 다나카 마사히로   | 라쿠텐      | 아사무라 히데토   | 세이부      |
| 2013년 | 8월    | 후지나미 신타로   | 한신        | W. 발렌틴           | 야쿠르트    | 다나카 마사히로   | 라쿠텐      | 우치카와 세이이치 | 소프트뱅크  |
| 2013년 | 8월    | 후지나미 신타로   | 한신        | 무라타 슈이치       | 요미우리    | 다나카 마사히로   | 라쿠텐      | 우치카와 세이이치 | 소프트뱅크  |
| 2013년 | 9월    | B. 벌링턴         | 히로시마    | 가와바타 신고       | 야쿠르트    | 다나카 마사히로   | 라쿠텐      | 하세가와 유야     | 소프트뱅크  |
| 2014년 | 3·4월  | 스가노 도모유키   | 요미우리    | B. 엘드레드         | 히로시마    | 니시 유키         | 오릭스      | W. 페냐           | 오릭스      |
| 2014년 | 5월    | 이노 쇼이치       | DeNA        | 유헤이              | 야쿠르트    | 기시 다카유키     | 세이부      | 야나기타 유키     | 소프트뱅크  |
| 2014년 | 6월    | 야마구치 슌       | DeNA        | 기쿠치 료스케       | 히로시마    | 노리모토 다카히로 | 라쿠텐      | 이대호            | 소프트뱅크  |
| 2014년 | 7월    | 이와타 미노루     | 한신        | 와다 가즈히로       | 주니치      | 이가라시 료타     | 소프트뱅크  | 우치카와 세이이치 | 소프트뱅크  |
| 2014년 | 8월    | 미우라 다이스케   | DeNA        | 야마다 데쓰토       | 야쿠르트    | 가네코 지히로     | 오릭스      | 마쓰이 가즈오     | 라쿠텐      |
| 2014년 | 9월    | 야마구치 슌       | DeNA        | R. 로사리오         | 히로시마    | 가네코 지히로     | 오릭스      | 긴지              | 라쿠텐      |
| 2015년 | 3·4월  | 다카기 하야토     | 요미우리    | 가지타니 다카유키   | DeNA        | 오타니 쇼헤이     | 닛폰햄      | 아키야마 쇼고     | 세이부      |
| 2015년 | 5월    | 오노 유다이       | 주니치      | 쓰쓰고 요시토모     | DeNA        | B. 딕슨           | 오릭스      | 이대호            | 소프트뱅크  |
| 2015년 | 6월    | M. 마이컬러스     | 요미우리    | 하타케야마 가즈히로 | 야쿠르트    | 다케다 쇼타       | 소프트뱅크  | 아키야마 쇼고     | 세이부      |
| 2015년 | 7월    | T. 바넷           | 야쿠르트    | 야마다 데쓰토       | 야쿠르트    | R. 판 덴 휘르크   | 소프트뱅크  | 나카무라 다케야   | 세이부      |
| 2015년 | 8월    | 와카마쓰 슌타     | 주니치      | 야마다 데쓰토       | 야쿠르트    | 다카하시 고나     | 세이부      | 야나기타 유키     | 소프트뱅크  |
| 2015년 | 9월    | 이시카와 마사노리 | 야쿠르트    | 야마다 데쓰토       | 야쿠르트    | 이시카와 아유무   | 지바 롯데   | 야나기타 유키     | 소프트뱅크  |
| 2016년 | 3·4월  | 스가노 도모유키   | 요미우리    | D. 비시에도         | 주니치      | 와쿠이 히데아키   | 지바 롯데   | E. 메히아         | 세이부      |
| 2016년 | 5월    | 이시다 겐타       | DeNA        | 하라구치 후미히토   | 한신        | D. 사파테         | 소프트뱅크  | B. 레어드         | 닛폰햄      |
| 2016년 | 6월    | 노무라 유스케     | 히로시마    | 야마다 데쓰토       | 야쿠르트    | 오타니 쇼헤이     | 닛폰햄      | 다무라 다쓰히로   | 지바 롯데   |
| 2016년 | 7월    | 다구치 가즈토     | 요미우리    | 쓰쓰고 요시토모     | DeNA        | 아리하라 고헤이   | 닛폰햄      | 아다치 료이치     | 오릭스      |
| 2016년 | 8월    | 오가와 야스히로   | 야쿠르트    | 기쿠치 료스케       | 히로시마    | 마쓰이 유키       | 라쿠텐      | 아사무라 히데토   | 세이부      |
| 2016년 | 9월    | 이와사다 유타     | 한신        | J. 로페즈           | DeNA        | 마스이 히로토시   | 닛폰햄      | 우치카와 세이이치 | 소프트뱅크  |
| 2017년 | 3·4월  | R. 메신저         | 한신        | 오시마 요헤이       | 주니치      | 가네코 지히로     | 오릭스      | T-오카다          | 오릭스      |
| 2017년 | 5월    | 스가노 도모유키   | 요미우리    | D. 비시에도         | 주니치      | 노리모토 다카히로 | 라쿠텐      | B. 레어드         | 닛폰햄      |
| 2017년 | 6월    | 이와세 히토키     | 주니치      | 마루 요시히로       | 히로시마    | 도가메 겐         | 세이부      | 야나기타 유키     | 소프트뱅크  |
| 2017년 | 7월    | 스가노 도모유키   | 요미우리    | 구와하라 마사유키   | DeNA        | 히가시하마 나오   | 소프트뱅크  | 아키야마 쇼고     | 세이부      |
| 2017년 | 8월    | M. 마이컬러스     | 요미우리    | 쓰쓰고 요시토모     | DeNA        | D. 사파테         | 소프트뱅크  | 야마카와 호타카   | 세이부      |
| 2017년 | 9·10월 | 스가노 도모유키   | 요미우리    | 마쓰야마 류헤이     | 히로시마    | 기쿠치 유세이     | 세이부      | 야마카와 호타카   | 세이부      |
| 2018년 | 3·4월  | R. 메신저         | 한신        | 사카모토 하야토     | 요미우리    | 다와타 신사부로   | 세이부      | 야마카와 호타카   | 세이부      |
| 2018년 | 5월    | 오세라 다이치     | 히로시마    | Z. 알몬트           | 주니치      | 기시 다카유키     | 라쿠텐      | 야나기타 유키     | 소프트뱅크  |
| 2018년 | 6월    | 오가와 야스히로   | 야쿠르트    | 아오키 노리치카     | 야쿠르트    | M. 볼신저         | 지바 롯데   | 가쿠나카 가쓰야   | 지바 롯데   |
| 2018년 | 7월    | K. 존슨           | 히로시마    | 야마다 데쓰토       | 야쿠르트    | 아리하라 고헤이   | 닛폰햄      | 이노우에 세이야   | 지바 롯데   |
| 2018년 | 8월    | G. 프랑수와       | 히로시마    | D. 비시에도         | 주니치      | 센가 고다이       | 소프트뱅크  | 나카무라 다케야   | 세이부      |
| 2018년 | 9·10월 | 스가노 도모유키   | 요미우리    | N. 소토             | DeNA        | 다와타 신사부로   | 세이부      | 야마카와 호타카   | 세이부      |
| 2019년 | 3·4월  | 야마구치 슌       | 요미우리    | 사카모토 하야토     | 요미우리    | 아리하라 고헤이   | 닛폰햄      | 야마카와 호타카   | 세이부      |
| 2019년 | 5월    | 이마나가 쇼타     | DeNA        | 다카하시 슈헤이     | 주니치      | 센가 고다이       | 소프트뱅크  | 아키야마 쇼고     | 세이부      |
| 2019년 | 6월    | 야마구치 슌       | 요미우리    | 이토이 요시오       | 한신        | 센가 고다이       | 소프트뱅크  | 스즈키 다이치     | 지바 롯데   |
| 2019년 | 7월    | 야마사키 야스아키 | DeNA        | J. 로페즈           | DeNA        | 야마오카 다이스케 | 오릭스      | 요시다 마사타카   | 오릭스      |
| 2019년 | 8월    | D. 뷰캐넌         | 야쿠르트    | 니시카와 료마       | 히로시마    | A. 부세니츠       | 라쿠텐      | 모리 도모야       | 세이부      |
| 2019년 | 9월    | 니시 유키         | 한신        | 후쿠다 노부마사     | 주니치      | Z. 닐             | 세이부      | 요시다 마사타카   | 오릭스      |

### 2020-현재
| 연도   | 월      | 센트럴 리그         | 센트럴 리그 | 센트럴 리그       | 센트럴 리그 | 퍼시픽 리그       | 퍼시픽 리그 | 퍼시픽 리그       | 퍼시픽 리그 |
| 연도   | 월      | 투수                | 소속        | 타자              | 소속        | 투수              | 소속        | 타자              | 소속        |
| ------ | ------- | ------------------- | ----------- | ----------------- | ----------- | ----------------- | ----------- | ----------------- | ----------- |
| 2020년 | 6·7월   | 스가노 도모유키     | 요미우리    | 무라카미 무네타카 | 야쿠르트    | 와쿠이 히데아키   | 라쿠텐      | 야나기타 유키     | 소프트뱅크  |
| 2020년 | 8월     | 스가노 도모유키     | 요미우리    | 사노 게이타       | DeNA        | 이시카와 아유무   | 지바 롯데   | 요시다 마사타카   | 오릭스      |
| 2020년 | 9월     | 오노 유다이         | 주니치      | 가지타니 다카유키 | DeNA        | 야마모토 요시노부 | 오릭스      | 아사무라 히데토   | 라쿠텐      |
| 2020년 | 10·11월 | 모리시타 마사토     | 히로시마    | T. 오스틴         | DeNA        | 기시 다카유키     | 라쿠텐      | 야나기타 유키     | 소프트뱅크  |
| 2021년 | 3·4월   | 다카하시 유키       | 요미우리    | 기쿠치 료스케     | 히로시마    | 와쿠이 히데아키   | 라쿠텐      | L. 마르틴         | 지바 롯데   |
| 2021년 | 5월     | R. 수아레스         | 한신        | 사토 데루아키     | 한신        | N. 마르티네즈     | 소프트뱅크  | 요시다 마사타카   | 오릭스      |
| 2021년 | 6월     | 아오야기 고요       | 한신        | T. 오스틴         | DeNA        | 야마모토 요시노부 | 오릭스      | 스기모토 유타로   | 오릭스      |
| 2021년 | 7·8월   | T. 비에이라         | 요미우리    | 스즈키 세이야     | 히로시마    | 야마모토 요시노부 | 오릭스      | 후지와라 교타     | 지바 롯데   |
| 2021년 | 9월     | 도코다 히로키       | 히로시마    | 스즈키 세이야     | 히로시마    | 야마모토 요시노부 | 오릭스      | 야나기타 유키     | 소프트뱅크  |
| 2021년 | 10·11월 | 이토 마사시         | 한신        | 마키 슈고         | DeNA        | 야마모토 요시노부 | 오릭스      | 곤도 겐스케       | 닛폰햄      |
| 2022년 | 3·4월   | 오세라 다이치       | 히로시마    | 오카모토 가즈마   | 요미우리    | 사사키 로키       | 지바 롯데   | 니시카와 하루키   | 라쿠텐      |
| 2022년 | 5월     | A. 윌커슨           | 한신        | 마키 슈고         | DeNA        | 우와사와 나오유키 | 닛폰햄      | 야마카와 호타카   | 세이부      |
| 2022년 | 6월     | 오가와 야스히로     | 야쿠르트    | 무라카미 무네타카 | 야쿠르트    | 야마모토 요시노부 | 오릭스      | 스기모토 유타로   | 오릭스      |
| 2022년 | 7월     | 니시 유키           | 한신        | 무라카미 무네타카 | 야쿠르트    | 미즈카미 요시노부 | 세이부      | 요시다 마사타카   | 오릭스      |
| 2022년 | 8월     | 이마나가 쇼타       | DeNA        | 무라카미 무네타카 | 야쿠르트    | 미야기 히로야     | 오릭스      | 시마우치 히로아키 | 라쿠텐      |
| 2022년 | 9·10월  | 오가사와라 신노스케 | 주니치      | D. 비시에도       | 주니치      | 야마모토 요시노부 | 오릭스      | 요시다 마사타카   | 오릭스      |
| 2023년 | 3·4월   | 무라카미 쇼키       | 한신        | 미야자키 도시로   | DeNA        | 사사키 로키       | 지바 롯데   | 나카무라 다케야   | 세이부      |
| 2023년 | 5월     | 오타케 고타로       | 한신        | 호소카와 세이야   | 주니치      | 가토 다카유키     | 닛폰햄      | 만나미 추세이     | 닛폰햄      |
| 2023년 | 6월     | T. 바우어           | DeNA        | 오카모토 가즈마   | 요미우리    | 야마사키 사치야   | 오릭스      | 돈구 유마         | 오릭스      |
| 2023년 | 7월     | 야마사키 이오리     | 요미우리    | 오카바야시 유키   | 주니치      | 이마이 다쓰야     | 세이부      | 아사무라 히데토   | 라쿠텐      |
| 2023년 | 8월     | T. 바우어           | DeNA        | 마키 슈고         | DeNA        | 미야기 히로야     | 오릭스      | 곤도 겐스케       | 소프트뱅크  |
| 2023년 | 9·10월  | 아즈마 가쓰키       | DeNA        | 사토 데루아키     | 한신        | 야마모토 요시노부 | 오릭스      | 슈토 우쿄         | 소프트뱅크  |
| 2024년 | 3·4월   | R. 마르티네스       | 주니치      | D. 산타나         | 야쿠르트    | 이토 히로미       | 닛폰햄      | 야나기타 유키     | 소프트뱅크  |
| 2024년 | 5월     | 도코다 히로키       | 히로시마    | 고조노 가이토     | 히로시마    | 다케우치 나쓰키   | 세이부      | 구리하라 료야     | 소프트뱅크  |
| 2024년 | 6월     | 오세라 다이치       | 히로시마    | T. 오스틴         | DeNA        | L. 모이넬로       | 소프트뱅크  | 곤도 겐스케       | 소프트뱅크  |
| 2024년 | 7월     | 다카하시 히로토     | 주니치      | 사노 게이타       | DeNA        | 아리하라 고헤이   | 소프트뱅크  | 다카베 아키토     | 지바 롯데   |
| 2024년 | 8월     | 아즈마 가쓰키       | DeNA        | 지카모토 고지     | 한신        | L. 모이넬로       | 소프트뱅크  | F. 레예스         | 닛폰햄      |
| 2024년 | 9·10월  | 요시무라 고지로     | 야쿠르트    | 오카모토 가즈마   | 요미우리    | 이토 히로미       | 닛폰햄      | 구리하라 료야     | 소프트뱅크  |
| 2025년 | 3·4월   | 야마사키 이오리     | 요미우리    | 오카모토 가즈마   | 요미우리    | 스미다 지히로     | 세이부      | 오타 료           | 오릭스      |
| 2025년 | 5월     | 무라카미 쇼키       | 한신        | 마키 슈고         | DeNA        | 이마이 다쓰야     | 세이부      | T. 네빈           | 세이부      |
| 2025년 | 6월     | J. 듀플랜티어       | 한신        | S. 파비안         | 히로시마    | L. 모이넬로       | 소프트뱅크  | 니시카와 료마     | 오릭스      |

## 월간 MVP에 관한 주요 기록
|                               | 성명            | 기록       | 비고                                   |
| ----------------------------- | --------------- | ---------- | -------------------------------------- |
| 최다 수상자                   | 다나카 마사히로 | 12회       |                                        |
| 최다 연속 수상                | 다나카 마사히로 | 5회        | 2013년 5월~9월                         |
| 최연소 수상자                 | 다카하시 고나   | 18세 6개월 | 2015년 8월                             |
| 최고령 수상자                 | 야마모토 마사   | 43세 0개월 | 2008년 8월                             |
| 최고령 첫 수상자              | 미야모토 신야   | 40세 5개월 | 2011년 4월                             |
| 수상 최장 공백                | 이와세 히토키   | 12년 2개월 | 2005년 4월, 2017년 6월                 |
| 선출 시의 소속 구단 최다 기록 | 알렉스 라미레스 | 3구단      | 야쿠르트: 5회 요미우리: 3회 DeNA: 1회  |
| 선출 시의 소속 구단 최다 기록 | 와쿠이 히데아키 | 3구단      | 세이부: 2회 지바 롯데: 1회 라쿠텐: 2회 |
| 한 시즌 최다 수상 횟수        | 다나카 마사히로 | 5회        | 2013년 5월~9월                         |

### 주해
1. 1 2 3  센트럴 리그 개막일은 4월이기 때문에 센트럴 리그에서만 ‘4월달’로서 시상했다.
2. ↑  퍼시픽 리그 개막일은 4월이기 때문에 퍼시픽 리그에서만 ‘4월달’로서 시상했다.
3. ↑  동일본 대지진의 영향으로 개막이 연기됨에 따라 연기된 만큼의 경기를 시즌 종반에 개최한 것으로 예년보다 10월에 경기가 많았기 때문에 특례이다.
4. ↑  센트럴 리그에서는 사상 처음으로 타자 부문과 투수 부문 모두 신인 선수들이 수상했다.[2]

### 출전
1. ↑  “「大樹生命月間MVP賞」協賛社発表記者会見”. 《NPB.jp 日本野球機構》. 2019년 4월 8일. 2024년 9월 22일에 확인함.
2. ↑  “プロ野球10・11月度の月間MVP発表　セはルーキーが投打で初受賞、パの山本由伸は4カ月連続”. 《ベースボールキング》. 2021년 11월 9일. 2022년 5월 13일에 확인함.